# Cierva W.9
Cierva W.9 là một loại trực thăng thử nghiệm trong thập niên 1940 của Anh.

## Tính năng kỹ chiến thuật (W.9)
Dữ liệu lấy từ Flight 
Đặc tính tổng quát
- Kíp lái: 2
- Chiều dài: 37 ft (11 m)
- Chiều cao: 10 ft (3,0 m)
- Trọng lượng có tải: 2.647 lb (1.201 kg)
- Động cơ: 1 × de Havilland Gipsy Queen 31 , 205 hp (153 kW)
- Đường kính rô-to chính:  36 ft 0 in (10,97 m)
- Diện tích rô-to chính: 1.017 foot vuông (94,5 m2)

Hiệu suất bay

## Quốc gia sử dụng
Anh Quốc
- Bộ Không quân